# ترجمه کتاب مقدس به فارسی

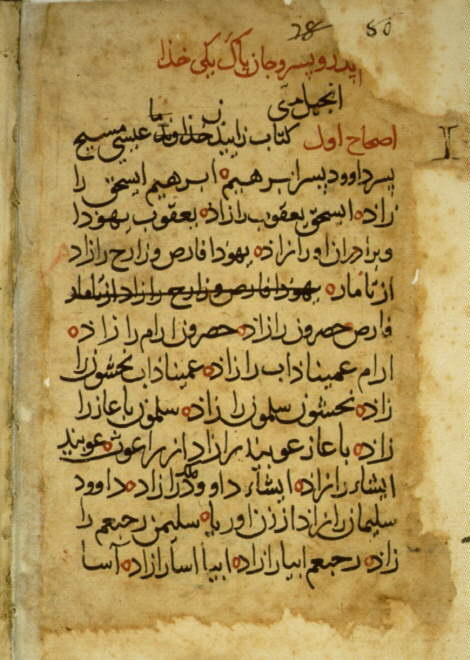
برگی از انجیل (اولین آیات انجیل متی) به خط نسخ فارسی متعلق به قرن چهاردهم میلادی که یکی از قدیمی‌ترین نسخه‌های خطی کتاب مقدس به زبان فارسی است و نخستین نسخهٔ خطی فارسی می‌باشد که به کتابخانهٔ واتیکان راه یافته‌است. این برگ با کلمات «[به نام] پدر و پسر و جان پاک یکی خدا» آغاز می‌شود.

نخستین ترجمهٔ کتاب مقدس به فارسی مربوط به قرن ۱۳ میلادی است که بخش‌هایی از کتاب مقدس و پس از آن بیشترین بخش انجیل در قرن ۱۶ میلادی توسط مسلمان محقق و منتقد مسیحیت میر محمدباقر خاتون‌آبادی ترجمه گردید.

## فارسی (فارسی ایران)
کتاب مقدس به زبان‌های محلی در دورهٔ اولیهٔ مسیحیت ترجمه شد.

### پیروز سیار
یک نسخهٔ غیرمبلغ از عهد جدید (۲۰۰۸)، عهد عتیق (۲۰۱۴) و مجموعه کتب قانونی ثانیِ عهد عتیق توسط مترجم و پژوهشگر ایرانی، پیروز سیار ترجمه شده و در تهران منتشر شده‌است.

### برگردان سپیده دم
نسخه ای از انجیل یوحنا با نام سپیده دم منتشر شد که بر به کارگیری واژگان پارسی بسنده کرده است و یکی از تحت اللفظی ترین نسخه های موجود این انجیل است.

## دری (فارسی افغانستان)
اشاره به نسخهٔ فارسی در افغانستان، زبان دری در قانون اساسی افغانستان، یکی از دو زبان رسمی در این کشور است.
بخش‌هایی از کتاب مقدس به زبان دری برای اولین بار در سال ۱۹۷۴ ترجمه شد و در سال ۱۹۸۲، عهد جدید کامل برای اولین بار توسط انجمن کتاب مقدس پاکستان در لاهور منتشر شد. انجیل به زبان دری به صورت کامل نیز برای اولین بار در سال ۲۰۰۷ منتشر گردید.

## تاجیکی (فارسی تاجیکستان)
نسخه‌ای از انجیل به زبان تاجیک پس از فروپاشی اتحاد جماهیر شوروی در جمهوری‌های مستقل آسیای مرکزی ظاهر شد.

## جدول مقایسه
| ترجمه                                                | انجیل یوحنا ۳:۱۶ |
| ---------------------------------------------------- | --- |
| دیاتسارون فارسی قرن ۱۳                               | «همچنین خدا خلق را دوست داشت که پسر یگانه خود جهت خلق فدی کرد بهر آنک هرک بدو ایمان بیاورد هلاک مشود بلی زندگانی جاوید پذیرد                 |
| خاتون آبادی قرن ۱۶                                   | «و خدا دوست داشته عالم را به حدی که بخشیده پسر یگانه خود را تا هلاک نشود کسی که ایمان آورد به او، بلکه بوده باشد او را حیات ابدی.            |
| هنری مارتین ۱۸۷۶                                     | «زیرا که خدا آن قدر جهان را دوست داشت که فرزند یگانه خود را ارزانی فرمود که تا هر کس که بر او ایمان آورد هلاک نشود بلکه زندگانی جاوید یابند. |
| رابرت بروس معروف به «ترجمه قدیم» ۱۸۹۶                | زیرا خدا جهان را اینقدر محبت نمود که پسر یگانه خود را داد تا هرکه بر او ایمان آورد هلاک نگردد بلکه حیات جاودانی یابد.                        |
| مژده برای عصرِ جدید                                   | زیرا خدا جهانیان را آن‌قدر محبّت نمود که پسر یگانهٔ خود را داد تا هرکه به او ایمان بیاورد هلاک نگردد، بلکه صاحب حیات جاودان شود.                |
| هزاره نو                                             | «زیرا خدا جهان را آنقدر محبت کرد که پسر یگانه خود را داد تا هر که به او ایمان آوَرَد هلاک نگردد، بلکه حیات جاویدان یابد.                       |
| ترجمه تفسیری ۱۹۹۵                                    | «زیرا خدا بقدری مردم جهان را دوست دارد که یگانه فرزند خود را فرستاده‌است، تا هر که به او ایمان آورد، هلاک نشود بلکه زندگی جاوید بیابد.        |
| پیروز سیار                                           | «چه خدا چندان جهان را دوست داشته‌است که پسر خویش، آن پسر یگانه، را بداده تا آن کس که بر او ایمان آوَرد هلاک نگردد. بلکه حیات جاودان یابد.      |
| سپیده دم                                             | زیرا خداوند جهان را چنان دوست داشت، که پسر یگانه خویش را بداد، تا هر که به او باور آورد نیست نگردد، ونکه زندگانی جاودان یابد.                |
| دری (Afghan dialect)                                 | زیرا خدا به دنیا آنقدر محبت داشت که پسر یگانهٔ خود را داد تا هر که به او ایمان بیاورد هلاک نگردد، بلکه صاحب زندگی ابدی شود.                   |
| Institute for Bible Translation, 1997 (فارسی تاجیکی) | «Зеро Худо ҷаҳонро чунон дӯст дошт, ки Писари ягонаи Худро дод, то ҳар кӣ ба Ӯ имон оварад, талаф нашавад, балки ҳаёти ҷовидонӣ ёбад.        |
| Institute for Bible Translation, 2010 (فارسی تاجیکی) | «Зеро Худо ҷаҳонро чунон дӯст дошт, ки Писари ягонаи Худро дод, то ҳар кӣ ба Ӯ имон оварад, намирад, балки ҳаёти абадӣ дошта бошад.          |